# Гюнтер, Николай Максимович
Николай Максимович Гюнтер (5 [17] декабря 1871, Санкт-Петербург — 4 мая 1941, Ленинград) — российский и советский математик; профессор (1904), член-корреспондент АН СССР (1924).

## Биография
Выпускник гимназии К. Мая (1883—1890). В 1894 году окончил физико-математический факультет Петербургского университета с дипломом первой степени, после чего по рекомендации академика А. А. Маркова был оставлен для приготовления к профессорскому званию. В 1894—1902 годах преподавал в родной гимназии, в 1899—1904 годах — в Константиновском артиллерийском училище, а с 1897 года (более 30 лет) работал в Институте инженеров путей сообщения, где заведовал кафедрой высшей математики (с 1906 года — профессор). Здесь при его авторском участии сотрудниками кафедры был создан знаменитый «Сборник задач по высшей математике», первое издание которого появилось в 1912 году. С 1904 года начал работать заведующим кафедрой дифференциальных и интегральных уравнений в Петербургском (Ленинградском) университете, с которым была связана вся его жизнь и научно-педагогическая деятельность. Здесь им были защищены магистерская (1904) и докторская (1915) диссертации.
Более 20 лет преподавал также в Педагогическом институте, в 1903—1916 годах — на Высших женских (Бестужевских) курсах. В 1922 году преподавал математику в Морском инженерном училище. В 1926—1938 годах одновременно работал на физико-механическом факультете Ленинградского Политехнического института: с 1930 года — профессор кафедры математики отраслевого Физико-механического, с 1934 года — Индустриального института.
Его лекции легли в основу учебников и учебных пособий, переиздававшихся неоднократно, он был также соавтором (с Р. О. Кузьминым) и редактором (до 1941) широко известного «Сборника задач по высшей математике» в трёх томах, переведённого на немецкий язык, последнее, 13-е издание которого вышло в 2003 году.
В 1922 году был удостоен звания «Заслуженный деятель науки РСФСР», в 1924 году избран членом-корреспондентом АН СССР по Отделению физико-технических наук (по разряду математических наук). В 1927 году получил премию Наркомпроса СССР.
Являлся выдающимся учёным-математиком, основателем научной школы, участником пяти международных математических конгрессов — в Гейдельберге (1904), Риме (1904), Кембридже (1912, 1924), Торонто (1924).
Научные работы относятся к теории обыкновенных дифференциальных уравнений, теории дифференциальных уравнений в частных производных, математической физике, теории потенциала. Широко использовал идеи и методы теории функций действительного переменного и функционального анализа. Доказал существование и единственность решения уравнений гидродинамики идеальной жидкости при наличии внешней потенциальной силы.
Внёс вклад в теорию обобщённых функций, изучая введённое им для решения разных краевых задач понятие функции от областей.
Автор более 140 научных работ.
Скончался 4 мая 1941 года. Похоронен в Ленинграде на Богословском кладбище.

## Адреса в Санкт-Петербурге / Ленинграде
- Большая Гребецкая ул., д. 4, кв. 10[7].